# Madera Acres
Madera Acres est une census-designated place (CDP) du comté de Madera en Californie, aux États-Unis.

## Démographie
| 2000  | 2010  | - | - | - | - |
| ----- | ----- | - | - | - | - |
| 7 741 | 9 163 | - | - | - | - |